# The Mask (serie animata)
The Mask (The Mask Animated Series) è una serie televisiva a cartoni animati, prodotta da: Dark Horse Entertainment, Film Roman, Sunbow Entertainment e New Line Television nel 1995; basata sul fumetto e sul film omonimi. È composta da 54 episodi divisi in tre stagioni. Diverse trame degli episodi sono tratte da idee per un seguito.

## Personaggi
- Stanley Ipkiss/The Mask: il protagonista della serie, è un impiegato bancario di buon cuore, ma timido e molto sfortunato; entrato in possesso della maschera magica, sotto lo pseudonimo di The Mask, si serve dei suoi poteri magici e della sua folle esuberanza per combattere i criminali di Edge City e svariate altre minacce. È spesso costretto a fare i conti con le conseguenze dei disastri causati dal suo alter ego. Quando indossa la maschera, dopo aver combattuto con il cattivo di turno, va a spassarsela al locale Coco Bongo.
- Milo: è l'intelligentissimo cane di Stanley e, in un certo senso, aiutante di The Mask. Come aveva già fatto nel film, in alcune puntate indossa la maschera, trasformandosi in Milo Mask, per aiutare il suo amato padrone a risolvere situazioni difficili. Preferirebbe che Stanley non indossasse mai la maschera, ma ogni volta che è in pericolo, gliela porta subito.
- Lt. Mitch Kellaway: arcigno tenente di Edge City, nonché nemico giurato di Stanley, sa bene che è lui a nascondersi sotto la maschera, ed è quindi sempre in cerca di prove per incastrarlo e farlo rinchiudere in galera. The Mask ovviamente non manca di prendersi gioco di lui e fargli scherzi, il più frequente del quale consiste nel rimboccargli le mutande sulla testa.
- Peggy Brandt: giovane giornalista e amica di Stanley.
- Charlie Schumaker: migliore amico di Stanley, è il manager della banca di Edge City.
- Doyle: braccio destro di Kellaway, decisamente svanito e ingenuo, passa la maggior parte del suo tempo a mangiare dolci.
- Sindaco Mortimer Tilton: il sindaco di Edge City.
- Baby Fronthwright: è un neonato, figlio di una coppia di vicini di casa di Stanley. In una puntata ha indossato la maschera, trasformandosi in Baby Mask.
- Dott. Pretorius: è un crudele scienziato cyborg, con innesti cibernetici che hanno dato alla sua testa sembianze da ragno, la quale si può dividere dal resto del corpo. È uno dei pochi nemici di The Mask a conoscere la sua vera identità, e mira ad entrare in possesso della maschera, senza curarsi di alcuno scrupolo morale pur di ottenere i suoi scopi. In un episodio Pretorius è riuscito ad impossessarsi della maschera e, come successe con Dorian Tyrell, prima di lui, ha mantenuto la propria personalità, dopo averla indossata (mentre la maschera consente a chi la indossa di rilasciare le proprie inibizioni, coloro che non hanno alcun freno inibitorio sembrano mantenere la piena coscienza dopo averla indossata). Il suo morboso interesse per la maschera è tale da disgustare The Mask stesso. Il nome del personaggio è un riferimento all'omonimo antagonista del film La moglie di Frankenstein.
- Kablamus: è un criminale ossessionato dai palloncini, dalle mongolfiere e dagli oggetti gonfiabili in generale. In seguito ad un esperimento mal riuscito, ha acquisito la capacità di gonfiarsi fino ad autodistruggersi senza morire o danneggiarsi.
- Eddie (Ragazzo Pesce): un ragazzo che, in seguito ad un incidente radioattivo, al quale si è sottoposto volontariamente insieme al suo amico Doc, nella speranza di ottenere superpoteri, si è trasformato in un pesce umanoide, senza però aver raggiunto il suo scopo di ottenere poteri speciali. Viene criticato da tutti per il suo pessimo odore, tranne che dal suo migliore amico.
- Doc (Mostro D'Argilla): amico di Eddie, si è trasformato in una massa di argilla e, a differenza dell'amico, ha ottenuto il potere di mutare forma e dimensioni a suo piacimento. È inoltre dotato di una forza sovrumana
- Lonnie lo Squalo: è il capo di una banda di motociclisti. Crudele e senza scrupoli, ha una dentatura appuntita e un ciuffo di capelli pettinato ed incerato a forma di pinna squalo (da qui il soprannome).
- Pete: è il braccio destro di Lonnie lo squalo, di carattere vanitoso e snob.
- Walter: essere mostruoso simile al Mostro di Frankenstein, è il tirapiedi del Dott. Pretorius. È uno dei pochi personaggi ad essere stato ripreso dai fumetti originali, ed è dotato di una forza mostruosa, che gli ha addirittura permesso di spezzare in due la maschera. Come riportato proprio dai fumetti, Walter ha perso l'uso della parola in seguito ad una sparatoria che gli ha danneggiato la gola, esprimendosi solo con la forza bruta.
- Gorgonzola: identità malvagia di Jennifer, ragazza che in un episodio arriva ad Edge City come ospite della signora Peenman. Si manifesta solo dopo la mezzanotte per mezzo di un amuleto che Jennifer stessa porta al collo e ha come obiettivo la trasformazione di ogni cosa e persona in formaggio. Sarà The Mask a fermarla.
- Skillit: è il principe del paese delle ombre. Mira ad impossessarsi della maschera e delle ombre degli abitanti della Terra.
- Tempesta: ex meteorologo, dopo essere stato colpito da un fulmine, ottiene il potere di manipolare l'atmosfera.
- Dott. Arthur Newman: apparso anche nel film, è il terapista di Stanley, ed è convinto che The Mask non sia altro che la manifestazione di tutte le repressioni del ragazzo. In un episodio indossa anche lui la maschera, trasformandosi in un criminale.
- Dott.ssa Amelia Chronos: è una perfida scienziata, che usa orologi speciali, in grado di manovrare il tempo.
- Sig.ra Peenman: è la padrona di casa e vicina di stanza di Stanley. Acida e arcigna, mal sopporta Stanley e non manca di rimproverarlo e umiliarlo verbalmente. Ovviamente anche lei finisce per diventare vittima degli scherzi di The Mask.

## Episodi
| Stagione         | Episodi | Prima TV USA     | Pubblicazione Italia |
| ---------------- | ------- | ---------------- | -------------------- |
| Prima stagione   | 15      | 12 agosto 1995   | 1996-1998            |
| Seconda stagione | 30      | 7 settembre 1996 | 1996-1998            |
| Terza stagione   | 9       | 5 luglio 1997    | 1996-1998            |

## Crossover
L'ultimo episodio, Ace Ventura ed io, è un crossover con la serie animata Ace Ventura, in cui The Mask e Ace Ventura fanno amicizia e insieme devono salvare Milo dal dottor Pretorius. I due si incontrano anche nel ventiseiesimo episodio di Ace Ventura, dal titolo Viaggio in maschera. La nota serie è tratta dal film omonimo del 1994, che come il film originale di The Mask aveva come protagonista Jim Carrey.

## Curiosità
Durante la produzione della serie, venne stilata una sceneggiatura su un possibile episodio con il ritorno di Niko e Dorian Tyrell, entrambi deceduti nel film. L'episodio vedeva i fantasmi dei due criminali e di gran parte dei loro scagnozzi usare la loro influenza per far evadere i loro uomini dal carcere e continuare lo scontro a fuoco che avveniva nel climax del film per la conquista dei rispettivi territori nella città. Nel mezzo dello scontro però le bande avrebbero fatto fronte comune e cercato vendetta su Stanley Ipkiss. I due interpreti, Orestes Matacena e Peter Greene, erano stati confermati per doppiare i loro personaggi, ma alla fine la puntata venne scartata dal progetto finale.

## Edizione italiana
Il cartone è andato in onda per la prima volta in Italia dal 16 settembre 1996 al 4 gennaio 1997 su Canale 5 (all'interno di Bim Bum Bam). In seguito, i successivi episodi arrivarono su Rete 4.
La canzone della sigla, intitolata The Mask, scritta da Alessandra Valeri Manera e composta da Piero Cassano e Max Longhi, è cantata da Cristina D'Avena.
Nelle successive trasmissioni su Italia 1 e Rete 4 (all'interno di Game Boat) fu mantenuta la prima sigla, mentre su Boing e Cartoon Network, ne è stata usata una seconda, adattamento di quella originale americana.

## Doppiaggio
| Personaggio             | Doppiatore originale | Doppiatore italiano                                              |
| ----------------------- | -------------------- | ---------------------------------------------------------------- |
| Stanley Ipkiss/The Mask | Rob Paulsen          | Marco Bolognesi                                                  |
| Ten. Kellaway           | Neil Ross            | Luca Violini Massimo Milazzo (solo episodio "Ace Ventura ed io") |
| Peggy Brandt            | Heidi Shannon        | Beatrice Margiotti (1ª voce) Isabella Guida (2ª voce)            |
| Charlie Schumaker       | Mark L. Taylor       | Giuliano Santi                                                   |
| Doyle                   | Jim Cummings         | Claudio Insegno                                                  |
| Dott. Pretorius         | Tim Curry            | Oliviero Dinelli (tranne nell'episodio "Gli assegni stolti")     |
| Pete/Mostro d'Argilla   | Charlie Adler        | Emiliano Coltorti                                                |
| Eddie/Ragazzo Pesce     | Jeff Bennett         | Massimo Milazzo                                                  |
| Kablamus                | Jim Cummings         | Massimo Milazzo                                                  |
| Lonnie lo Squalo        | Glenn Shadix         | Massimo Milazzo                                                  |
| Skillit                 | Jason Marsden        | Massimo Milazzo                                                  |
| Dott. Arthur Newman     | Jim Cummings         | Massimo Milazzo                                                  |
| Tempesta                | Bud Cort             | Sergio Luzi                                                      |
| Sig.ra Peenman          | Tress MacNeille      | Daniela Gatti (1ª voce) Serena Michelotti (2ª voce)              |
| Davida Steelmine        | Cree Summer          | Beatrice Margiotti                                               |